# Christine Marcandier
Christine Marcandier est une universitaire et critique littéraire française.

## Biographie
Ancienne élève de l'École normale supérieure de Fontenay-Saint-Cloud (1988), Christine Marcandier est agrégée de lettres modernes (1992) et docteur en littérature française. Elle est Professeur des Universités à Aix-Marseille Université (roman XIX-XXI et création littéraire).  
Elle a soutenu son doctorat en 1998 à l'université Paris IV Sorbonne avec une thèse intitulée "Beauté et violence. Crimes de sang et scènes de meurtre dans la littérature romantique (1823-1848) sous la direction de Michel Crouzet. Cette thèse a été publiée la même année, dans une version remaniée, aux Presses Universitaires de France dans la collection "Perspectives littéraires" dirigée par Michel Zink et Michel Delon.  
En 2016, elle présente, à Aix-Marseille Université, une habilitation à diriger des recherches intitulée Le procès littéraire : violences et peines (XIXe – XXIe siècles) devant un jury composé de Jean-Christophe Cavallin (garant), Marie-Eve Thérenty, Catherine Mazauric, Dominique Viart, Dominique Kalifa, Eric Bordas et Vincent Vivès. Son inédit porte sur les Vies des hommes infâmes - faits divers romancés, de 1830 à aujourd’hui.
D'abord spécialiste du romantisme français, elle consacre ses recherches aux relations de la beauté et de la violence et à l'ironie. Elle est cofondatrice, avec Vincent Vivès, d'Insignis, revue d'études littéraires et transdisciplinaires sur le XIXe siècle. 
Ses recherches portent désormais sur la littérature de l'extrême contemporain (rapports du réel et de la fiction, fictionnalisation de faits divers attestés, roman et non narrative fiction) et sur les écofictions — récits écopoétiques, théories écocritiques. 
Entre 2008 et 2015, elle est critique littéraire sur le site d'information généraliste en ligne Mediapart. En septembre 2015, elle co-fonde (avec Johan Faerber et Dominique Bry) le journal culturel en ligne Diacritik.
En septembre 2023, elle prend la direction de la collection La Librairie du XXIe siècle aux Éditions du Seuil, en remplacement de son fondateur Maurice Olender décédé en octobre 2022.

### Publications universitaires[9]
- Le conte voltairien, préface de Jean Goldzink, Paris, Presses Universitaires de France, coll. "Major", 1995.
- Le Père Goriot, Paris, Presses Universitaires de France, coll. "Major", 1995.
- Lorenzaccio, Paris, Presses Universitaires de France, coll. "Major", 1996.
- Littérature française. Manuel de poche, ouvrage publié en collaboration avec C. Ammirati et B. Lefebvre. Préface de Marc Fumaroli. Paris, Presses Universitaires de France, 1998.
- Les Châtiments, Paris, Presses Universitaires de France, coll. "Major", 1998.
- Crimes de sang et scènes capitales. Essai sur l'esthétique romantique de la violence. - Paris, Presses Universitaires de France, « Perspectives littéraires », 1998.
- L’An 2440 de Louis-Sébastien Mercier, Préface et édition critique, en collaboration avec Christophe Cave, Paris, La Découverte, 1999.
- Contes satiriques de Charles Nodier, édition critique, Jaignes, La Chasse au Snark, 2001.
- L’analyse littéraire, notions et repères, sous la direction d’Éric Bordas, en collaboration avec Claire Barel-Moisan, Gilles Bonnet et Aude Déruelle, Paris, Nathan, « Université », 2002.
- Héroïsme et marginalité (Schiller, Les Brigands, Hugo, Hernani, Duc de Rivas, Don Álvaro ou la force du destin), en collaboration avec G. Zaragoza, G. Darras et E. Samper, Atlande, 2002.
- Carmen, Militona, édition critique, Gallimard, « La Bibliothèque, Textes et dossiers », 2005.
- Ironies, entre dualité et duplicité, éd. par J. Gardes-Tamine, C. Marcandier et V. Vivès, Presses universitaires de Provence, « textuelles », 2007.
- Gaspard de la Nuit d'Aloysius Bertrand, Atlande, 2010.
- Stefan Zweig, Amok, « Au fond du délire », Préface, éditions Payot-Rivages, 2013.
- Les épreuves écrites à l'université, co-auteur Johan Faerber, Armand Colin, collection "Portail", 2017.
- Édition et préface du livre de Maurice Olender, Singulier Pluriel. Conversations, éditions du Seuil, 2020.
- L'écopoétique, Presses universitaires de Vincennes, 2025.

### Autres publications
- Silence, on enseigne !, en collaboration avec Kamel Aït Bouali, Paris, La Découverte, 2001.
- Bon pour le moral. 40 livres pour se faire du bien, Points, 2010.
- Articles (sur Academia[10])